# 球面幾何學

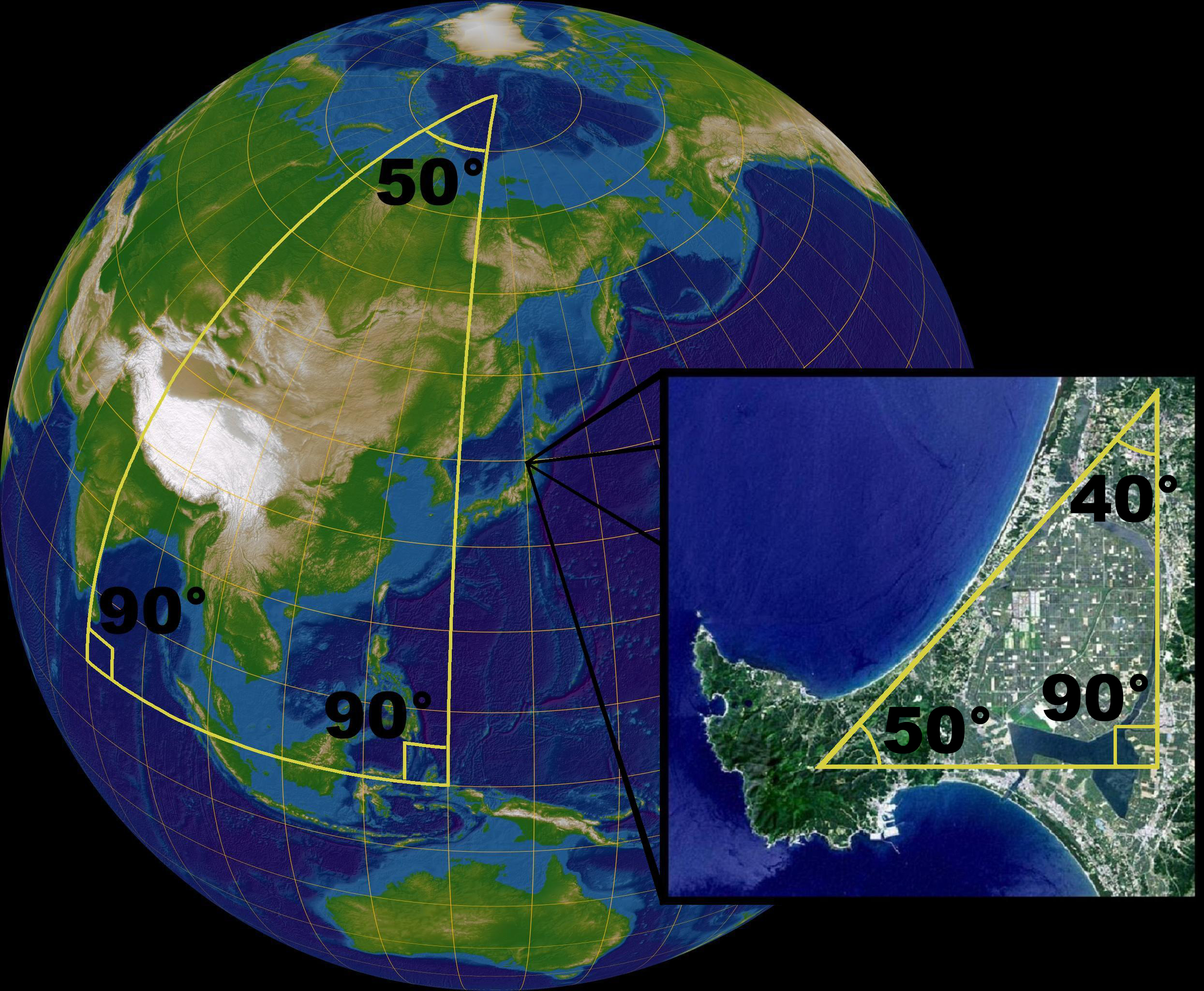
儘管地球並非完美的球體，在航海和天文上卻常作這樣的假設。

球面幾何學（英語：Spherical geometry），简称球面几何，是在二維的球面表面上的幾何學，也是非欧几何的一個例子。
在平面几何 中，基本的觀念是點和線。在球面上，點的觀念和定義依舊不變，但線不再是“直線”，而是兩點之間最短的距離，稱為測地線。在球面上，最短線是大圓的弧，所以平面幾何中的線在球面幾何中被大圓所取代。同樣的，在球面幾何中的角被定義在兩個大圓之間。結果是球面三角學和平常的三角學有諸多不同之處。例如：球面三角形的內角和大於180°。
對比於通過一個點至少有兩條平行線，甚至無窮多條平行線的雙曲幾何，通過特定的點沒有平行線的球面幾何學是橢圓幾何學中最簡單的模式。
球面幾何學在航海學和天文學都有實際且重要的用途。
实射影平面是與球面密切相關的另一種幾何結構，將球面上每對正相反的對蹠點（同一直徑兩端相對的點）合二為一，視為同一個點，則得到實射影平面。局部地，投影平面具有球面幾何所有的特性，但有不同的總體特性，特別是它不可定向。

## 外部連結
- 《基礎幾何學》：球面幾何和球面三角學 （页面存档备份，存于）